# Cătălin Suzeanu
S-a născut la 26 septembrie 1966 în orașul Buzău. Pasiunea pentru film o are din adolescență, astfel că la numai 15 ani proiecta, în amfiteatre și săli de mese ale școlilor și liceelor buzoiene, filme artistice și de desen animat, cu un aparat de proiecție închiriat de la Centrul Județean de Cinematografie a Municipiului Buzău.
Pasionat cinefil, un autentic autodidact, Cătălin Suzeanu a contribuit și contribuie în continuare la realizarea peliculelor de film documentar-artistic, de prezentare și didactic.
Modul în care montează imaginile filmate, maniera în care realizează coloana sonoră, au condus în final la produse ce-au fost premiate la festivaluri naționale și internaționale.
Amintim producțiile premiate în cadrul Festivalului Internațional al Filmului Militar "Eserciti e Popoli" Roma, Italia:
- - "Căzut la datorie" anul 2005 - Marele Premiu oferit de președintele Republicii Italiene;
  - "Luptătorii din Umbră" anul 2007 - Premiul 1 oferit de către ministrul apărării Republicii Italiene.

Ambele filme aparțin Ministerului Apărării Naționale și sunt realizate sub bagheta maestrului Gabriel Cobasnian.
Alte câteva filme realizate, parte din ele premiate în cadrul festivalurilor interne și internaționale:
- - Voievodul, Măria Sa Ștefan-2004 (premiul UCIN pentru imagine);
  - Profesioniștii-2004;
  - Alarmă în munți-2005 (Festivalul Internațional al Filmului Militar "Eserciti e Popoli")
    - http://www.youtube.com/watch?v=_syJldABJKI

- - Căzut la datorie-2005 (Festivalul Internațional al Filmului Militar "Eserciti e Popoli")
    - http://www.youtube.com/watch?v=8IWeZzi0n4c

- - Afganistan, tărâm al contrastelor-2006 (Festivalul Internațional al Filmului Militar "Eserciti e Popoli");
  - In memoriam-2006;
  - Români la poarta cerului afgan-2006;
  - Liniștea cerului baltic-2007 (Festivalul Internațional al Filmului Militar "Eserciti e Popoli")
    - http://www.youtube.com/watch?v=HYEG0ucH2og&feature=related

- - Luptătorii din umbră-2007 (Festivalul Internațional al Filmului Militar "Eserciti e Popoli");

- - O clipă pentru o viață-2008;
  - O poveste de succes-2008;
  - Ghepardul -2008

- - Crochiu-2009
    - http://www.mapn.ro/armatatv/categoria7.php

- - După 90 de ani-2009
    - http://www.mapn.ro/armatatv/categoria7.php

- - In realitatea imediata -2009
    - http://www.mapn.ro/armatatv/categoria7.php

  - Liceenii la raport -2009

- - Artistul cetatii -2010 (Festivalul International al Filmului Militar "Eserciti e Popoli");
  - Jur credinta patriei mele -2010;
  - Parte de carte -2010
  - Ne-auzim din '40 -2010 (premiat in 2011 la Festivalul International al Filmului Militar "Eserciti e Popoli");

- - Calea invingatorilor -2011
  - Pui de lei -2011
  - Memoria Palatului -2011

precum și producții video cărora le-a realizat montajul digital pe o coloană sonoră deja existentă:
- - Suflet pierdut - 2006 (Angela Similea și Ovidiu Komornyik); 
    - http://www.youtube.com/watch?v=ufcPQwx6WSg

- - Afganistan, Clipe de dor-2009 (pe muzica HiQ a piesei "Dor de tine, dor de noi");
    - http://www.youtube.com/watch?v=GblweT5delA&feature=channel_page

- - Respect armatei române-2009 (pe marșul "Drum bun" compus de Ștefan Nosievici).
    - http://www.youtube.com/watch?v=8Wng9Sc0S8E&feature=related